# Музей Бруно Шульца
Музей Бруно Шульца — музей в городе Дрогобыч Львовской области, посвящённый жизни и творчеству польского писателя и художника еврейского происхождения Бруно Шульца, который родился в этом городе.
Музей, собственно музейная комната, находится в бывшем учительском кабинете бывшей гимназии (сейчас Дрогобычский педагогический университет), по адресу: ул. Ивана Франко, 24. Посмотреть музейную экспозицию можно исключительно по предварительной договорённости.

## История и экспозиции
Открытие музея Бруно Шульца в Дрогобыче состоялось 19 ноября 2003 года по инициативе первого руководителя Полонистического научно-информационного центра Игоря Менько (1972—2005).
В экспозиции музея можно увидеть первое издание «Коричных лавок» Бруно Шульца; труды Ежи Фицовского; издания, посвящённые творчеству Шульца авторства проф. Владислава Панаса (Католический университет Люблина) проф. Ежи Яжембского (Ягеллонский университет в Кракове); бюст Бруно Шульца, автором которого является Пётр Флит.
Среди главных музейных экспонатов:
- первое издание «Коричных лавок» Бруно Шульца. Варшава, 1934 г. (из семейного архива семьи Каралюс, Дрогобыч);
- первое издание (оригинал) повести Витольда Гомбровича «Фердидурке» с обложкой и иллюстрациями Бруно Шульца. Подарок Збигнева Мильчарека из его личной коллекции;
- первое издание Regionow wielkiej herezji Ежи Фицовского и издание 1992 года;
- первое издание Ksiegi listow Бруно Шульца в доработке Ежи Фицовского и Okolic sklepow cynamonowych Ежи Фицовского;
- фотографии, экслибрисы и библиотека «Второго автора».

Полонистический научно-информационный центр имени Игоря Менько является инициатором и организатором Международного фестиваля Бруно Шульца в Дрогобыче, который проводится каждые два года.